# Daniel-Dylan Böhmer

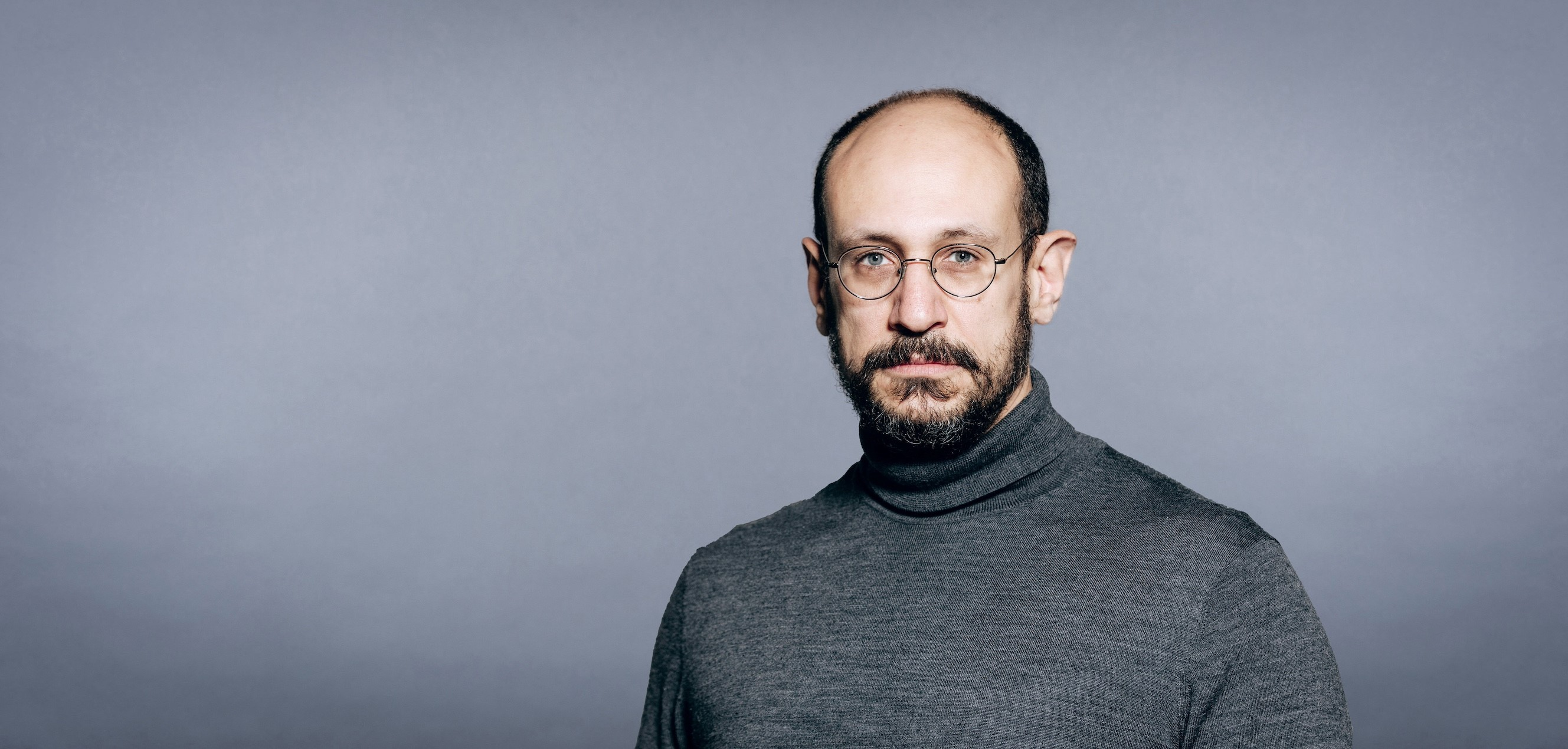
Daniel-Dylan Böhmer (2025)

Daniel-Dylan Böhmer (* 21. Dezember 1975 in Frankfurt am Main) ist ein deutscher Journalist und Redakteur im Auslandsressort der Tageszeitung Die Welt  und der Wochenzeitung Welt am Sonntag mit dem Schwerpunkt Asien und Naher Osten. 2013 trat er mit Der Major, der den Krieg überlistete auch als Buchautor hervor.

## Ausbildung
Böhmer studierte Geschichte, Politik und Volkswirtschaftslehre an der Universität Hamburg, am King’s College London und der London School of Economics. Daneben belegte er Seminare in European Studies und Islamwissenschaft. Sein Studium schloss er in Hamburg mit einer militärhistorischen Arbeit über die Sowjetunion im Sechstagekrieg ab.

## Wirken

### Journalismus
Während seines Studiums begann Böhmer für Spiegel Online und Spiegel Kultur über literarische Themen zu schreiben. Ab 2006 arbeitete er im Politikressort der Frankfurter Allgemeinen Sonntagszeitung und war ab 2007 als Redakteur der deutschen Vanity Fair für internationale Politik zuständig. Seit 2009 gehört er der Redaktion von Die Welt und Welt am Sonntag an, seit 2019 als Senior Editor mit Zuständigkeit für den Nahen Osten, die deutsche Außenpolitik und globale Sicherheitsthemen.
Böhmer berichtet seit 2005 regelmäßig von Kriegsschauplätzen und Verhandlungen im Nahen Osten und Asien, insbesondere aus Israel, den palästinensischen Gebieten, Iran, Afghanistan, Pakistan und der arabischen Welt. 2007 war er der letzte deutsche Journalist, der ein ausführliches Interview mit der kurz darauf ermordeten pakistanischen Oppositionsführerin Benazir Bhutto führte. 2021 gehörte er zu den ersten deutschen Journalisten, die Afghanistan nach der Machtübernahme der Taliban bereisten. Er beschäftigt sich insbesondere mit dem Iran-Atomstreit und dem israelisch-iranischen Konflikt.
Während der Inhaftierung von Deniz Yücel betreute er innerhalb der Axel Springer SE den Fall und hielt regelmäßig Kontakt zu Yücel und dessen Anwälten sowie zu deutschen und türkischen Politikern und dem Internationalen Gerichtshof für Menschenrechte.
Er ist Gründungsmitglied des PEN Berlin.

### Buchveröffentlichung und Rezeption
2013 erschien Böhmers dokumentarisches Buch Der Major, der den Krieg überlistete, für das er drei Monate im afghanisch-pakistanischen Grenzgebiet verbrachte. Er erzählt darin von einem alten britischen Major, der in Chitral am Hindukusch eine Schule gründete. Böhmers Buch könne auch der Stoff für einen Spielfilm sein, so Sabina Matthay im Deutschlandfunk, sei aber zugleich eine politische Analyse, mit präzisen Beobachtungen und großer Sachkenntnis.
Wolfgang Günter Lerch hob in der Frankfurt Allgemeinen Zeitung hervor, dass Böhmer nicht dem Exotismus erliege, den Leser stattdessen über das Gebiet, wo die Schule liegt, über indisch-britische Geschichte sowie die religiösen, ethnischen und politischen Implikationen und Traditionen informiere.

„Das exzellent recherchierte und blendend geschriebene Buch berichtet vom Friedensexperiment dieses alten Haudegens, der, umgeben, ja fast eingekreist vom islamistischen Fanatismus, viele hundert Kinder zu freien, selbständigen Menschen erziehen möchte und damit offenbar großen Erfolg hat.“

2017 verfasste Böhmer zusammen mit Doris Akrap und Özlem Topçu ein Vorwort zur Neuauflage von Deniz Yücels Buch Taksim ist überall.

## Publikationen
- Der Major, der den Krieg überlistete, Suhrkamp/Insel Verlag, Berlin 2013, ISBN 978-3-458-17588-9
- »Mutter, ich habe zehn Juden getötet!«, zusammen mit Deniz Yücel. In: Tania Martini, Klaus Bittermann (Hrsg.): Nach dem 7. Oktober. Essays über das genozidale Massaker und seine Folgen, Edition Tiamat, Berlin 2024, ISBN 978-3-89320-316-1, 105–112.

## Auszeichnungen
- Sonderpreis Journalisten des Jahres 2017 als Teil des Unterstützerkreises #FreeDeniz für Deniz Yücel[10]